# Yoma odilia
Yoma odilia är en fjärilsart som beskrevs av Hans Fruhstorfer 1912. Yoma odilia ingår i släktet Yoma och familjen praktfjärilar. Inga underarter finns listade i Catalogue of Life.